# Rancho Redondo
Rancho Redondo – dystrykt w Kostaryce, w kantonie Goicoechea, w prowincji San José.

## Geografia
Rancho Redondo ma powierzchnię 13,38 kilometrów kwadratowych i leży na wysokości 2 048 m n.p.m..

## Demografia
Według zliczenia ludności w 2011 roku w dystrykcie Rancho Redondo mieszkało 2 538 mieszkańców.

## Transport

### Transport drogowy
Przez dystrykt Rancho Redondo biegną następujące drogi krajowe:
- Droga krajowa nr 205
- Droga krajowa nr 218